# José Bisquert de la Barrera
José Tiburcio Bisquert de la Barrera (Rengo, 1835 - Santiago, 24 de junio de 1895) fue un político y abogado chileno. 
Hijo de José Luis Bisquert de la Reina, hacendado en el sector Popeta de Rengo, propietario de un gran fundo; y María Inés de la Barrera, oriunda de San Fernando. Se casó con Ruperta Lecaros Iglesias, no tuvieron descendencia. 
Se trasladó a Santiago, donde cursó Leyes en la Universidad de Chile, donde se recibió de abogado en 1848, dedicándose luego al profesorado.
Militante del Conservador, es electo Diputado por San Fernando en 1849, reelegido en 1852. En 1858 salió electo, representando al departamento de Caupolicán, esta vez por el Nacional. 
En 1873 ingresó a la magistratura; fue nombrado juez suplente de Santiago, en 1875 y el mismo año sirvió el Juzgado de San Fernando; en 1876 pasó a ser juez del crimen propietario de Santiago, donde estuvo varios años administrando justicia.
En 1887 ascendió a ministro de la Corte de Apelaciones en Santiago y en 1891, a ministro de la Corte Suprema. 
Después de la revolución de 1891 y el triunfo de ésta, su hogar fue saqueado, fue perseguido y hostilizado; más tarde falleció. 
Hoy, la alameda y avenida principal de la ciudad de Rengo lleva su nombre.